# كعكة قشدة الفاكهة
كعكة قشدة الفاكهة ( بالإسبانية: Crema de fruta أي قشدة الفاكهة) هي كعكة فاكهة فلبينية تقليدية مصنوعة من طبقات من الكعكة الإسفنجية أو الكسترد الحلو أو القشدة المخفوقة والهُلام أو الأغرة والعديد من الفواكه المحفوظة أو الطازجة بما مثل المَنجة والأناناس والكرز والفراولة . يتم تقديمه عادة خلال موسم عيد الميلاد. ثمة أنواع متعددة منها تختلف حسب الفاكهة المستخدمة أو المكونات المضافة مثل الفاكهة المحفوظة والساغو والحليب المكثف وغيرها.   